# Crève-tonneau de Pascal
Pour les articles homonymes, voir Pascal.

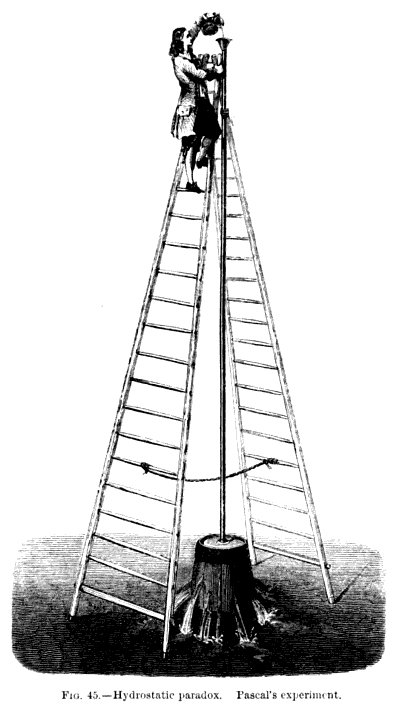
Une représentation de l'expérience du crève-tonneau de Pascal tiré de Les Forces de la nature, d'Amédée Guillemin.

Le crève-tonneau de Pascal est une expérience hydrostatique attribuée à Blaise Pascal.
L'expérience de pensée consiste en un tonneau entièrement plein d'eau. Le tonneau est entièrement bouché, à l'exception d'un mince tube. On ajoute de l'eau dans le tube qui se remplit alors jusqu'en haut. Cette eau fait augmenter la pression dans le tonneau, ce qui dans l'expérience fait exploser le tonneau.

## Historique de l'élaboration de l'histoire du Tonneau de Pascal
L'idée de faire éclater un récipient apparaît dès les premières formulations du principe de Pascal, à la base de l'hydrostatique.

### Pascal écrivant sur l'équilibre des liqueurs

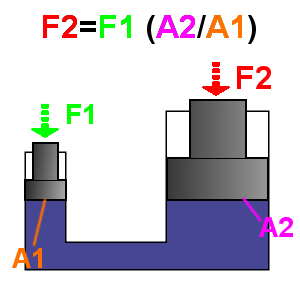
Schéma de principe de la presse hydraulique : à pression égale, la force dépend de la surface du piston.

Les principes de l'hydrostatique sont exposés par Blaise Pascal dans son « Traités de l'equilibre des liqueurs » (1654), où il expose le principe et discute du fonctionnement de la presse hydraulique.
« Si un vaisseau plein d’eau, clos de toutes parts, a deux ouvertures, l’une centuple de l’autre ; en mettant à chacune un piston qui lui soit juste, un homme poussant le petit piston égalera la force de cent hommes qui pousseront celui qui est cent fois plus large, et en surmontera quatre-vingt-dix-neuf. Quelques proportions qu’aient ces ouvertures, et quelques directions qu’aient les pistons, si les forces qu’on mettra sur ces pistons sont comme les ouvertures, elles seront en équilibre. »
Si la notion de force ou de poids peut être familière au lecteur de Pascal, au XVIIe siècle, celle de pression n'existe pas à cette époque, ce qui explique le caractère contourné de l'exposé.
C'est en effet l'ouvrage de Pascal qui conduira à dégager la notion de pression comme étant le rapport d'une force par l'unité de surface où elle s'applique, dont l'unité dans le système international d'unités est à présent le pascal. Le caractère unitaire de ce qui se passe dans le « vaisseau » est en effet clairement exprimé, et dire que « les forces qu’on mettra sur ces pistons sont comme les ouvertures », est équivalent à dire que le rapport de la force à [la surface de] l'ouverture est nécessairement constant, ce qui constitue une constante caractérisant physiquement le contenu du « vaisseau » : c'est la définition moderne de la pression qui est ici implicitement définie.
Dans une première discussion de ce montage, il remarque qu'il n'est pas nécessaire de mettre un piston sur la petite colonne : le seul poids de la colonne d'eau créé une pression, d'autant plus grande que le volume d'eau ajouté l'est dans une colonne étroite :
« II faut avoir un Vaisseau clos de tous costez, & y faire deux ouvertures en haut, une fort étroite, l'autre plus large ; & souder sur l'une & sur l'autre, des tuyaux de la grosseur chacun de son ouverture ; & on verra que si on met un Piston au tuyau large, & qu'on verse de l'eau dans le tuyau menu, il  faudra mettre sur le Piston un grand poids, pour empêcher que le poids de l'eau du petit tuyau ne le pousse en haut: de la même sorte que dans les premiers exemples, il falloit une force de cent livres pour empêcher que le poids de l'eau ne les poußast en bas, parce que l'ouverture estoit en bas ; & si elle estoit à costé, il faudroit une pareille force pour empêcher que le poids de l'eau ne repoußast le Piston vers ce costé. »  (p. 4)
Dans un autre passage, il remet le piston sur la colonne mince, pour souligner que le « Vaisseau » (récipient) doit être suffisamment résistant pour tenir la pression :
« ...si un Vaisseau plein d'eau n'a qu'une seule ouverture, large d'un poulce, par exemple, où  l'on mette un  piston chargé d'un poids d'une livre ; ce poids fait effort contre toutes les parties du Vaisseau generalement, à cause de la continuité & de la fluidité de l'eau [...] de sorte qu'il faut que la matiere dont le Vaisseau est fait, ait assez de resistance en toutes ses parties pour soustenir tous ces efforts : Si sa resistance est moindre en quelqu'une, elle creve. » (p.9)
Même si les deux éléments clefs du « tonneau de Pascal » sont donc présents, l'« expérience » proprement dite n'y est pas décrite. On peut noter en particulier que Pascal ne parle pas de « tonneau », mais utilise le terme plus générique de « Vaisseau » (terme ancien pour récipient, du même terme qui a donné vaisselle).

### Une expérience de pensée
La première description documentée de l'expérience, sous forme d'une expérience de pensée, semble être celle mentionnée dans le livre de Jean Denyse, paru soixante ans plus tard en 1719 (où l'on peut noter l'apparition du terme impression pour désigner la pression) :
« L'eau contenue dans le tuyau DE par l'effort qu'elle fait pour entrer dans le vase AB, & occuper la place de l'eau qui le remplit, oblige cette eau à faire sur le fond AH une impression capable de soutenir une colonne de la largeur du vase & de la hauteur du tuyau ED  [...] s'il y a dans ce vase quelque endroit moins fort [...] le vase doit être rompu en cet endroit. C'est ainsi qu'avec un verre d'eau on peut faire jetter les fonds d'un tonneau, & faire rompre les cerceaux. »  (p. 400)
L'image frappante et paradoxale du verre d'eau qui suffit à faire crever un « tonneau » est inventée ici. Elle sera ensuite reprise dans de nombreux ouvrages. Mais la description reste celle d'une expérience de pensée, et n'est pas particulièrement attribuée.

### Pascal prend possession de son tonneau
La première mention documentée de cette « expérience » comme étant celle du « tonneau de Pascal » semble être celle que l'on peut trouver deux siècles après l’œuvre de Pascal, dans un ouvrage de 1863, dans un chapitre exposant le « principe de Pascal », à présent attribué à Blaise Pascal en tant que père fondateur de l'hydrostatique, et ses nombreuses conséquences, pour lesquelles Pascal est désigné comme responsable éponyme :
« Ainsi s’explique l’expérience du crève-tonneau de Pascal, dans laquelle, à l’aide d'une minime quantité d’eau introduite dans un tube de verre long et étroit solidement fixé à la bonde d’un tonneau déjà plein de liquide, ou peut faire éclater les douves. »